# Tracheplexia richinii
Tracheplexia richinii là một loài bướm đêm trong họ Noctuidae.